# José Ferrer
José Ferrer (właśc. José Vicente Ferrer de Otero y Cintrón; ur. 8 stycznia 1912 w San Juan, zm. 26 stycznia 1992 w Coral Gables) – portorykański aktor filmowy, teatralny oraz reżyser. Laureat Oscara za pierwszoplanową rolę w filmie Cyrano de Bergerac (1950). Był także dwukrotnie nominowany do statuetki w kategorii dla najlepszego aktora drugoplanowego za kreację Karola VII Walezjusza w biograficznym dramacie historycznym Joanna d’Arc (1948) i jako Henri de Toulouse-Lautrec w Moulin Rouge (1952). Ojciec Miguela Ferrera.

## Wybrana filmografia
- 1948: Joanna d’Arc (Joan of Arc) jako Karol VII Walezjusz
- 1949: Whirlpool jako David Korvo
- 1950: Cyrano de Bergerac jako Cyrano de Bergerac
- 1950: Kryzys (Crisis) jako Raoul Farrago
- 1950: The Secret Fury jako José
- 1952: Moulin Rouge jako Henri de Toulouse-Lautrec / ojciec artysty
- 1952: Anything Can Happen jako Giorgi Papashvily
- 1953: Miss Sadie Thompson jako Alfred Davidson
- 1953: Producers' Showcase: „Cyrano de Bergerac” jako Cyrano de Bergerac
- 1954: Z głębi serca (Deep in My Heart) jako Sigmund Romberg
- 1954: Bunt na okręcie (The Caine Mutiny) jako porucznik Barney Greenwald
- 1954: The Cockleshell Heroes jako major Stringer
- 1955: The Shrike jako Jim Downs
- 1956: The Great Man jako Joe Harris
- 1958: The High Cost of Loving jako Jim Fry
- 1958: I Accuse! jako kpt. Alfred Dreyfus
- 1961: Return to Peyton Place – reżyseria
- 1961: Forbid Them Not jako narrator
- 1962: State Fair – reżyseria
- 1962: Lawrence z Arabii (Lawrence of Arabia) jako bej turecki
- 1965: Statek szaleńców (Ship of Fools) Siegfried Rieber
- 1965: Opowieść wszech czasów (The Greatest Story Ever Told) jako Herod Antypas
- 1967: Cervantes jako Hassan Bey
- 1967: Enter Laughing jako Harrison B. Marlowe
- 1968: Mały dobosz (The Little Drummer Boy) jako Ben Haramad (głos)
- 1974: Columbo – odc. Umysł ponad prawem jako dr Marshall Cahill
- 1975: El clan de los inmorales jako detektyw Reed
- 1976: Przeklęty rejs (Voyage of the Damned) jako Manuel Benitez
- 1978: Fedora jako doktor Vando
- 1978: Powrót kapitana Nemo (The Return of Captain Nemo) jako kpt. Nemo
- 1978: Rój (The Swarm) jako dr Andrews
- 1979: Piąty muszkieter (The Fifth Musketeer) jako Atos
- 1980: Sprzedawcy marzeń (The Dream Merchants) jako George Pappas
- 1980: Wielka rozróba (The Big Brawl) jako Domenici
- 1981: Bloody Birthday jako lekarz
- 1982: Seks nocy letniej (A Midsummer Night's Sex Comedy) jako prof. Leopold Sturges
- 1983: Być albo nie być (To Be or Not to Be) jako prof. Siletski
- 1984: Diuna (Dune) jako Shaddam IV Corrino
- 1984: Zło, które czyni człowiek (The Evil That Men Do) jako dr Hector Lomelin, przyjaciel Hidalgo
- 1984: Jerzy Waszyngton (George Washington) jako Robert Dinwiddie
- 1985: Hitlerowskie SS: Portret zła (Hitler's SS: Portrait in Evil) jako Ludwig Rosenberg
- 1990: Old Explorers jako Warner Watney
- 1990: Hired to Kill jako Rallis